# Kathua
Kathua är en ort i Indien.   Den ligger i distriktet Kathua och unionsterritoriet Jammu och Kashmir, i den norra delen av landet, 400 km norr om huvudstaden New Delhi. Kathua ligger 323 meter över havet och antalet invånare är 48 551.
Terrängen runt Kathua är platt åt sydväst, men åt nordost är den kuperad. Runt Kathua är det tätbefolkat, med 383 invånare per kvadratkilometer. Närmaste större samhälle är Pathankot, 15,9 km sydost om Kathua. Trakten runt Kathua består till största delen av jordbruksmark.